# Lusztig Péter
Lusztig Péter (Hőgyész, 1946. december 24. – 2021. április 20.) magyar ügyvéd, rendőrtiszt, politikus, országgyűlési képviselő.

## Életpályája

### Iskolái
Az általános iskolát Siklóson és Pécsen végezte el. 1965-ben érettségizett Pécsen a Nagy Lajos Gimnáziumban. 1971–1974 között a Rendőrtiszti Főiskola hallgatója volt. 1976–1981 között a Janus Pannonius Tudományegyetem Állam- és Jogtudományi Karának hallgatója volt.

### Pályafutása
1965-től algépész volt a Pécsi Hőerőműnél. 1965–1967 között Pécsen letöltötte kötelező sorkatonai szolgálatát. 1967–1991 között a Belügyminisztérium alkalmazottja volt; operatív tiszt, alosztályvezető, főkapitány-helyettes, majd főkapitány (1990–1991) volt. Baranya Megyei Rendőr-főkapitányságon dolgozott; kémelhárítással és hírszerzéssel foglalkozott. 1983–1990 között a főkapitány közbiztonsági helyettese volt. 1991-től nyugalmazott egyéni ügyvéd volt. 2003-ban nyugalmazott dandártábornok lett.

### Politikai pályafutása
1967–1989 között az MSZMP tagja volt. 1983–1990 között magyarbólyi községi tanácstag volt. 1984–1990 között a Baranya Megyei Tanács Végrehajtó Bizottsági tagja volt. 1989-től az MSZP tagja volt. 1994–1998 között országgyűlési képviselő (Pécs) volt. 1995–1998 között az Önkormányzati és rendészeti bizottság tagja volt. 1998-ban az Alkotmányügyi, törvényelőkészítő, igazságügyi és ügyrendi bizottság tagja volt. 1998-ban országgyűlési képviselőjelölt volt.

## Családja
Szülei: Lusztig György (1922–1961) és Groszberger Rózsa (1914-?) voltak. Két lánya született: Gabriella (1969) és Réka (1977).

## Díjai
- Kiváló Szolgálatért kitüntetés (1986)